# 藤阪泰恒
藤阪 泰恒（ふじさか たいこう、1996年6月22日 - ）は、日本の柔道家。大阪府出身。階級は66kg級。身長173cm。血液型はO型。組み手は右組み。段位は四段。得意技は大内刈。兄は66kg級の藤阪太郎。

## 経歴
柔道は5歳の時に明武館田邊道場で始めた。その後、臥牛館道場へ移った。小平第六中学から足立学園高校へ進むと、3年の時にはインターハイ60kg級で優勝した。講道館杯でも高校生ながら3位に入った。2015年には國學院大學へ進学すると、全日本ジュニアで2位となって、優勝した東海大学1年の永山竜樹とともに世界ジュニア代表に選ばれた。しかし、世界ジュニアでは2回戦で敗れた。2年の時には学生体重別の決勝で国士舘大学4年の林浩平に有効で敗れて2位だった。ヨーロッパオープン・ローマでは決勝でロシアの選手を技ありで破って、シニアの国際大会初優勝を飾った。3年の時にはユニバーシアードに出場すると、準決勝で2015年の世界選手権2位であるカザフスタンのルスタム・イブラエフ、決勝ではフランスのバンサン・リマールを破るなどオール一本勝ちで優勝を果たした。4年の時には階級を66kg級に上げると、講道館杯では3位となった。2019年からパーク24の所属となった。選抜体重別では準決勝で日体大4年の阿部一二三に反則負けした。アジアオープン・台北では決勝で旭化成の髙市賢悟を技ありで破って優勝した。2020年10月の講道館杯では決勝で大学の後輩である國學院大學3年の相田勇司を技ありで破って、今大会初優勝を飾った。2021年4月の体重別では決勝で筑波大学2年の田中龍馬に隅落で敗れた。10月のグランドスラム・パリでは初戦でロシアのヤゴ・アブラゼを技ありで破るなどして決勝まで進むも、田中に浮腰で敗れて2位に終わった。2023年4月の体重別では決勝で日本エースサポートの五味佳将を袖車絞で破って優勝した。6月のグランドスラム・ウランバートルでは準決勝で地元モンゴルのヨンドンペレンレイ・バスフーと対戦すると、相手の軸足を内側から刈ったとみなされて直接の反則負けを喫したため、規定により3位決定戦には出場できず5位に終わった。9月のグランドスラム・バクーでは準々決勝でモルドバのデニス・ビエルに反則負けするなどして7位にとどまった。講道館杯では決勝で会社の後輩である武岡毅に小内巻込で敗れて2位に終わった。2024年の講道館杯でも決勝で日体大2年の小野日向に技ありで敗れて2位に終わった。グランドスラム・東京では準々決勝で世界チャンピオンの田中を背負投で破るなどして決勝まで進むも、武岡に谷落で敗れて2位にとどまった。2025年のグランドスラム・パリでは準々決勝で地元フランスのダイキ・ブバに小外掛で敗れた際に足を負傷したため、その後の敗者復活戦を棄権して7位にとどまった。
IJF世界ランキングは700ポイント獲得で50位（2025年2月3日現在）。

## 戦績
60kg級の戦績
- 2014年 - 全国高校選手権 5位
- 2014年 - インターハイ 優勝
- 2014年 - 講道館杯 3位
- 2014年 - エクサンプロバンスジュニア国際 優勝
- 2015年 - 全日本ジュニア 2位
- 2016年 - ポーランドジュニア国際 2位
- 2016年 - 学生体重別 2位
- 2017年 - ヨーロッパオープン・ローマ 優勝
- 2017年 - ユニバーシアード 優勝

66kg級の戦績
- 2018年 - 講道館杯 3位
- 2019年 - 体重別 3位
- 2019年 - アジアオープン・台北 優勝
- 2019年 - 講道館杯 5位
- 2020年 - 講道館杯 優勝
- 2021年 - 体重別 2位
- 2021年 - グランドスラム・パリ 2位
- 2022年 - 講道館杯 5位
- 2023年 - 体重別 優勝
- 2023年 - グランドスラム・ウランバートル 5位
- 2023年 - グランドスラム・バクー 7位
- 2023年 - 講道館杯 2位
- 2024年 - 体重別 3位
- 2024年 - 講道館杯 2位
- 2024年 - グランドスラム・東京 2位
- 2025年 - グランドスラム・パリ 7位

（出典、JudoInside.com）